# Треплин
Треплин (нем. Treplin) — община в Германии, в земле Бранденбург.
Входит в состав района Меркиш-Одерланд. Подчиняется управлению Лебус. Население составляет 405 человек (на 31 декабря 2010 года). Занимает площадь 11,24 км².
| Год  | Население |
| ---- | --------- |
| 2005 | 429       |
| 2010 | 424       |